# Штурм Льежа
Шту́рм Лье́жа (5 августа 1914 — 16 августа 1914) — военная операция во время Первой мировой войны, в ходе которой немецкая армия штурмом взяла укреплённую бельгийскую крепость Льеж.
После начала Первой мировой войны германская армия вторглась на территорию Бельгии и начала штурм крепости Льеж, которая прикрывала важнейшие переправы через реку Маас. Первые атаки не принесли результата, однако после подвоза тяжёлой артиллерии и отхода основных бельгийских сил из города немецкие войска сумели захватить крепость.

## Предыстория
Согласно германскому плану войны, разработанному начальником Генерального Штаба германской армии Шлиффеном ещё в 1905 году, германская армия в предстоящей войне должна провести блицкриг, используя территорию Бельгии для обхода основных оборонительных рубежей французов и охвата французской армии с фланга. В итоге германское командование планировало нанести сокрушительный удар по Франции через территорию Бельгии. Таким образом Бельгия оказывалась втянутой в предстоящую войну.
После начала Первой мировой войны Бельгия заявила о своём нейтралитете. Однако 2 августа 1914 года Берлин предъявил ультиматум бельгийскому правительству с требованием пропустить через территорию Бельгии германские войска, на ответ отводилось 12 часов. На следующий день бельгийское руководство ответило решительным отказом на требование Германии, после чего Германия объявила Бельгии войну. Таким образом, Бельгия была вынуждена вступить в Первую мировую войну, несмотря на провозглашённый нейтралитет.
Являясь гарантом бельгийского нейтралитета, 4 августа войну Германии объявила Британская империя. В Бельгии была объявлена мобилизация. Армия страны готовилась к обороне против наступающих германских войск, которые уже 2 августа оккупировали Люксембург.
4 августа германские войска уже пересекли германо-бельгийскую границу и вторглись в Бельгию. Завязались первые бои между немецкой кавалерией и 12-й пехотной бригадой бельгийской армии. Немецкие войска двинулись в направлении Льежа, который находился в 30 километрах от границы и прикрывал переправы через реку Маас. Бельгийцами были взорваны все мосты через Маас. Немцы, выйдя к взорванным мостам, принялись наводить понтонные мосты, однако попали под обстрел бельгийцев. После этой неудачи к германскому командованию приходит осознание того, что Льеж им обязательно придётся штурмовать. Таким образом, для того, чтобы продолжить наступление, германским войскам было необходимо как можно скорее захватить Льеж и форсировать Маас.

## Укрепления крепости
| Форты Льежа | Форты Льежа |
| Большие     | Малые       |
| ----------- | ----------- |
| Понтисс     | Льер        |
| Баршон      | Эвенье      |
| Флерон      | Шофонтэн    |
| Бонсель     | Амбур       |
| Флемаль     | Оллонь      |
| Лонсен      | Лантен      |

Укрепления Льежа были построены в 80-х годах XIX века под руководством инженера Анри Бриальмона. Оборонительные сооружения Льежа составляли 6 больших фортов и 6 малых. Форты были треугольные или (в зависимости от ландшафта) четырёхугольные. Всё же, чаще всего форты строились треугольными, хотя такой тип форта подвергался критике ведущих инженеров с самого начала. Форты были рассчитаны на удары самой тяжёлой на тот момент (1888 год) 210-мм артиллерии. Бетон заливался обычной массой без армирования. Бетонирование велось лишь днём, что вызывало слабую сцепку между слоями, уложенными в разные дни. Каждый форт был оборудован паровым электрогенератором для освещения, насосов и прожекторов. Форты находились на обоих берегах Мааса на расстоянии 6—9 км от города. Основная часть форта находилась под землёй, на поверхности виднелась лишь насыпь с броневыми башнями, откуда вёлся артиллерийский огонь. Также имелись башни меньшего размера для скорострельных пушек и пулемётов, глубокие рвы, которые обстреливались из бетонных казематов. Шесть крупных фортов, а также шесть более мелких имели в общей сложности 400 орудий. Тяжёлыми орудиями были 210-мм гаубицы. Вооружение форта составляли до восьми орудий калибром 120—200 мм, три или четыре 57-мм противоштурмовых орудия. Гарнизон крупного форта состоял из 400 человек, малые форты обороняли 80-100 человек.
Бельгийские форты имели небольшие запасы провизии, достаточные только для повседневных нужд гарнизона. Туалеты, душевые, кухни и морг были расположены в контрэскарпе, что было совершенно ненадёжно в военное время. Это негативно повлияло на способность фортов выдерживать длительный штурм. Служебные помещения располагались прямо за казармой, открыто к тыльному рву форта, с более слабой защитой, чем две «основные» стороны. Тыловые стороны фортов были намеренно ослаблены — с расчётом на то, чтобы в случае взятия форта противником бельгийской армии было легче вернуть его атакой сзади. Кроме того, такая конструкция позволяла устроить естественную вентиляцию жилых и служебных помещений (а механическая вентиляция в те времена только зарождалась). Но этот теоретический расчёт на практике оказался губительным. Обстрел тяжёлой артиллерией делал тыльный ров ненадёжным, и немецкие подразделения, овладев межфортовыми промежутками, могли атаковать форты сзади. Промежутки между фортами должны были удерживаться пехотными подразделениями. Однако бельгийцы не хотели давать Германии повод обвинить Бельгию в подготовке к войне, и начали работы по созданию окопов между фортами только в первый день войны — 2 августа 1914 года. В результате бельгийские солдаты оборонялись в наскоро сделанных окопах, прикрытых проволочными заграждениями. Работы по снесению домов (для лучшего обзора при стрельбе) и вырубке леса начались также только 2 августа.
Основными конструктивными недостатками крепости были:
1. Отсутствие центральной ограды, что давало противнику возможность прорваться в город и оттуда угрожать всем фортам с тыла.
2. Отсутствие заблаговременной подготовки промежутков между фортами, что привело к их быстрому прорыву.

Кроме технических, большое значение имели организационные недостатки. Эти форты:
1. Были плохо применены к местности;
2. Не могли поддерживать друг друга, поэтому легко окружались неприятелем и захватывались поодиночке;
3. Имели малую площадь, на которой весьма тесно и скученно были расположены оборонительные элементы. Это приводило к быстрому разрушению всех этих элементов и деморализовывало гарнизон, даже когда по нему начинали стрелять орудия 210-мм калибра, на который и были рассчитаны форты[11].

Помимо этих серьёзных недостатков укрепления не модернизировались и к 1914 году уже серьёзно устарели. Старые форты не могли противостоять новым образцам тяжёлых орудий. Крепостные орудия имели меньший радиус обстрела, чем осадная артиллерия, и последняя могла безнаказанно обстреливать крепость. Поэтому, несмотря на все усилия генерала Лемана по укреплению крепости, форты начали сдаваться один за другим, как только немцы начинали обстрел тяжёлыми орудиями.

## Силы сторон

### Бельгия
В Льеже находилась 3-я пехотная дивизия, а также пехотная бригада из состава 4-й пехотной дивизии. Помимо этого в Льеже находился гарнизон и другие войска, всего около 36 000 солдат и офицеров. Однако гарнизон крепости практически полностью состоял из резервистов старших возрастов. Также в каждой роте бельгийских войск был всего лишь один офицер. Командующим 3-й пехотной дивизии и комендантом крепости был генерал-лейтенант Жерар Леман.
| Бригада                | Войска |
| ---------------------- | --- |
| 9-я смешанная бригада  | 9-й пехотный полк, 29-й пехотный полк, 43-я, 44-я и 45-я артиллерийские батареи. |
| 11-я смешанная бригада | 11-й пехотный полк, 31-й пехотный полк, 37-я, 38-я и 39-я артиллерийские батареи. |
| 12-я смешанная бригада | 12-й пехотный полк, 32-й пехотный полк, 40-я, 41-я и 42-я артиллерийские батареи. |
| 14-я смешанная бригада | 14-й пехотный полк, 34-й пехотный полк, 46-я, 47-я и 48-я артиллерийские батареи. |
| 15-я смешанная бригада | 1-й пехотный полк, 4-й пехотный полк, 61-я, 62-я и 63-я артиллерийские батареи. |
| Другие войска          | 9-й, 11-й, 12-й и 14-й резервные пехотные полки, четыре батареи резервов, 3 артиллерийских полка, в том числе 40-я, 49-я, и 51-я артиллерийские батареи, инженерный батальон, а также различные другие войска. |

### Германия
Германское командование для захвата Льежа создало группировку войск, которая получила название Маасской армии, под командованием генерала Эммиха. В состав войск, которые должны были взять крепость, вошли шесть усиленных пехотных бригад из 2-й армии, 2-й кавалерийский корпус (три дивизии) под командованием генерала Марвица. Первоначально силы немцев составляли 59 800 солдат и офицеров при 124 орудиях, среди которых были 4 тяжелые мортиры калибром 210 мм. Также в осуществлении операции участвовал представитель генерального штаба Эрих Людендорф.
| Маасская армия             | Войска |
| -------------------------- | --- |
| Пехотные бригады 2-й армии | 11-я пехотная бригада, 14-я пехотная бригада, 27-я пехотная бригада, 34-я пехотная бригада, 38-я пехотная бригада, 43-я пехотная бригада. |
| 2-й кавалерийский корпус   | 2-я кавалерийская дивизия, 4-я кавалерийская дивизия, 9-я кавалерийская дивизия.                                                          |

Австро-венгерские артиллерийские части прибыли в район Льежа 19 августа 1914 года, через три дня после падения крепости, поэтому эти подразделения были направлены к укреплениям Намюра.

## Штурм
К концу дня 5 августа германские войска подошли к линии фортов Льежа. Германское командование приняло решение захватить крепость внезапной атакой. 5 августа после артиллерийской подготовки, германские полки пошли в наступление на промежутки между фортами. Однако артиллерия немцев не причинила никакого вреда бельгийским фортам. Бельгийцы же ответным огнём нанесли атаковавшим тяжелейшие потери. В некоторых местах немцам удалось пробиться на близкое расстояние к фортам, однако огонь пулемётов уничтожил прорвавшихся. У форта Баршон завязался штыковой бой, в котором бельгийские подразделения сумели отбросить германцев. Расчет на внезапную мощную атаку немцев не оправдался, германские войска понесли тяжёлые потери. Бельгийский офицер позже вспоминал подробности атаки германских войск:

Они даже не старались рассредоточиться, они падали друг на друга, образуя страшную баррикаду из убитых и раненых. Мы даже стали опасаться, что она закроет нам обзор и мы не сможем вести прицельный огонь. Гора трупов уже стала огромной, и мы думали, стрелять ли прямо в неё или выходить и самим растаскивать трупы. Поверите или нет, эта настоящая стена из мёртвых и умирающих позволила немцам подползти ближе и броситься на передние скаты фортов, но им не удалось пробежать и половины пути — наши пулеметы и винтовки разом смели их прочь. Разумеется, мы тоже несли потери, но они были незначительными по сравнению с той бойней, которую мы учинили противнику.— 
В ночь на 6 августа немцы приняли решение провести новую атаку. Генерал Людендорф возглавил 14-ю бригаду вместо убитого командира бригады генерал-майора фон Вюссова. В новой атаке немцам удалось прорваться в промежутке между фортами Флерон и Эвенье. К середине дня 6 августа части 14-й германской бригады прорвались через кольцо фортов и закрепились на правом берегу Мааса. Также 6 августа впервые в истории войн немцы применили воздушный налёт. Цеппелин, вылетевший из Кёльна, сбросил 13 бомб на Льеж, убив 9 мирных жителей. Кроме того, артиллерия 14-й бригады с господствующих высот принялась обстреливать город. Эти меры были приняты для устрашения защитников Льежа.
Помимо этого, немцы прибегли к военной хитрости, направив в город отряд, переодетый в форму, похожую на английскую. Немцы, прибыв в Льеж на автомобиле к штабу коменданта Лемана, потребовали встречи с генералом. Однако их план провалился и они были разоблачены. После этого Леман покинул город и отправился в форт Лонсен.
После того как немецкой бригаде удалось прорваться через кольцо фортов, Леману стало ясно, что необходимо сохранить 3-ю пехотную дивизию. Опасаясь, что она окажется отрезанной от основных сил, генерал Леман отдал приказ об отходе 3-й дивизии на западный берег Мааса.
В ходе отступления бельгийских войск Людендорф вместе с адъютантом, опережая свои войска на автомобиле, сумел первым ворваться в пустеющий Льеж, после чего он проехал через весь город к цитадели, гарнизон которой, поддавшись панике, сдался ему в плен.
После того как 3-я дивизия покинула город, подразделения 14-й немецкой бригады вошли в Льеж. Таким образом, 7 августа немцам удалось захватить Льеж и несколько переправ через Маас. Однако это не принесло немцам никакой пользы, поскольку основные переправы находились под огнём фортов, которые продолжали сопротивляться.
После этого ещё три германские пехотные бригады прорвались в город. Для того чтобы захватить форты Льежа и начать форсирование Мааса, германское командование подтянуло ещё три армейских корпуса, доведя число своих войск у Льежа до 100 000 человек. 10 августа немецкая пехота захватила первый форт Баршон. 12 августа к Льежу прибыли осадные орудия 305-мм и 420-мм калибра. Эти мощные орудия легко разрушали устаревшие укрепления фортов. Первым пал форт Понтисс, а затем пали и все остальные форты Льежа кроме последнего — Лонсена. 16 августа, во время бомбардировки, в форте Лонсен взорвался склад боеприпасов и большая часть защитников форта погибла или была ранена. Германские солдаты, ворвавшись внутрь, обнаружили генерала Лемана в бессознательном состоянии и взяли его в плен.
За взятие Льежа генералы Людендорф и Эммих были удостоены ордена «Pour le Mérite» (За заслуги).

## Дальнейшие боевые действия
После окончательного падения Льежа германские войска 17 августа перешли в решительное наступление к франко-бельгийской границе. Началось движение 1-й, 2-й и 3-й германских армий через Бельгию. 1-я армия фон Клюка двинулась на Брюссель. Слева от неё пошла к французской границе 2-я армия фон Бюлова, ещё левее продолжила наступление 3-я армия фон Хаузена. Германское командование планировало начать общее наступление 15 августа, поэтому сопротивление Льежа задержало немцев лишь на 2 дня, а не 2 недели, вопреки распространенному мнению.
После падения Льежа, части 1-й и 2-й армии начали форсирование Мааса. После этого германское командование приступило к реализации плана наступления на Францию через территорию Бельгии. Бельгийская армия прикрывала Брюссель, часть сил находились на реке Диль, одна пехотная дивизия оставалась для защиты Намюра. К 18 августа между наступающими германскими армиями и бельгийскими войсками завязались бои, в результате которых бельгийские части отошли за реку Диль. 20 августа отступающая бельгийская армия подошла к Антверпену. Германское командование выделило часть сил из состава 1-й армии для осады Антверпена. В это время основные силы германских войск захватили столицу Бельгии — Брюссель. Таким образом 1-я, 2-я и 3-я немецкие армии преодолели значительную часть территории Бельгии и вышли на линию Брюссель — Намюр — Динан, готовясь вступить в сражение с основными силами французской армии.

## Итоги
Во время осады укрепления выполнили свою роль, задержав немецкую армию на время, достаточное для мобилизации армий Франции и Бельгии. Осада вскрыла недостатки устройства фортов и бельгийской стратегии вообще. Сами форты страдали от плохого понимания бетонной технологии строителями, а также от абсолютно недостаточной защищённости гарнизона и складов боеприпасов от огня сверхтяжёлой артиллерии. Воздух, непригодный для дыхания от бомбардировок, дыма собственных орудий и человеческих отходов был причиной сдачи большинства позиций. И всё же, задержка возле крепости позволила Бельгии и, что более важно, Франции провести мобилизацию сил. Если бы немцам удалось захватить Льеж так быстро, как они рассчитывали, то немецкая армия оказалась бы под Парижем прежде, чем французы смогли бы организовать его защиту в Первой битве на Марне.

## Комментарии
1. ↑  Форт Баршон пал первым, ещё 10 августа, в результате атаки германской пехоты.
2. ↑  Именно в этом форте находился комендант крепости генерал Леман, этот форт пал последним из всех укреплений Льежа.